# Grand-bailliage de Meisenheim

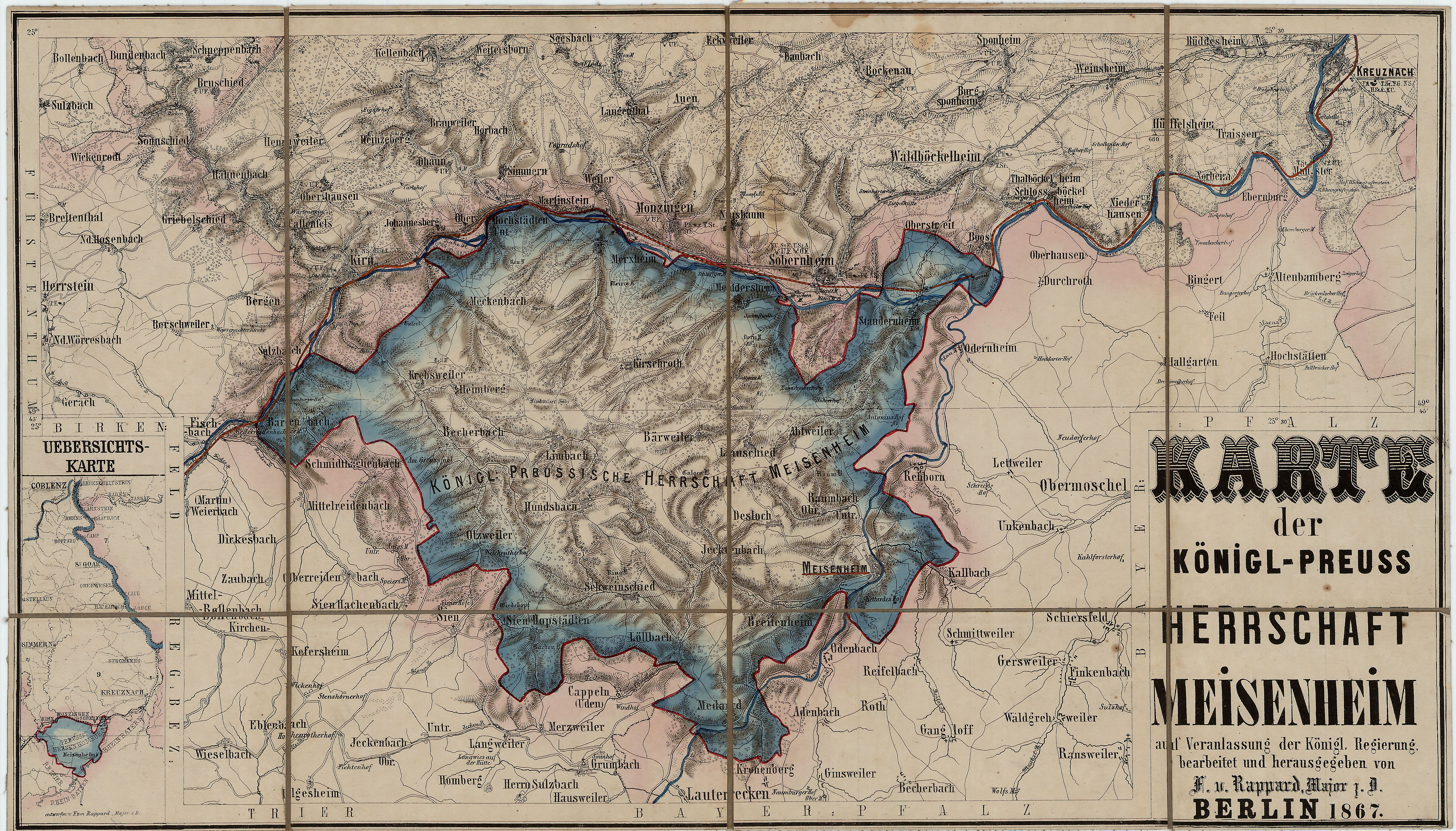
Grand-Bailliage de Meisenheim 1867

Le grand-bailliage de Meisenheim (en allemand : Oberamt Meisenheim) est une ancienne division administrative du landgraviat de Hesse-Hombourg.
Son chef-lieu était Meisenheim.
L'acte final du congrès de Vienne avait rétabli le landgrave de Hesse-Hombourg.
Il lui avait réservé, en outre, un district dans l'ancien département de la Sarre.
Le 20 juillet 1819, le recès général de la commission territoriale de Francfort délimite son territoire. Il comprend le canton de Meisenheim et quatre communes du cantons de Grumbach, à savoir : Bärenbach, Becherbach, Hoppstädten et Otzweiler.

## Territoire
| Commune       | —           | jusqu'en 1794               | 1798-1814            | Aujourd'hui       |
| ------------- | ----------- | --------------------------- | -------------------- | ----------------- |
| Abtweiler     | Meisenheim  | Baron de Hunolstein         | Canton de Meisenheim | VG Meisenheim     |
| Bärenbach     | Becherbach  | Margrave de Bade            | Canton de Grumbach   | VG Kirn-Land      |
| Bärweiler     | Merxheim    | Prince de Salm-Kyrburg      | Canton de Meisenheim | VG Bad Sobernheim |
| Becherbach    | Becherbach  | Margrave de Bade            | Canton de Grumbach   | VG Kirn-Land      |
| Breitenheim   | Meisenheim  | Duc de Deux-Ponts           | Canton de Meisenheim | VG Meisenheim     |
| Desloch       | Meisenheim  | Duc de Deux-Ponts           | Canton de Meisenheim | VG Meisenheime    |
| Jeckenbach    | Meisenheim  | Duc de Deux-Ponts           | Canton de Meisenheim | VG Meisenheim     |
| Heimberg      | Becherbach  | Margrave de Bade            | Canton de Meisenheim | VG Kirn-Land      |
| Hochstädten   | Merxheim    | Prince de Salm-Kyrburg      | Canton de Meisenheim | VG Kirn-Land      |
| Hoppstädten   | Becherbach  | Rhingrave de Grumbach       | Canton de Grumbach   | VG Lauterecken    |
| Hundsbach     | Becherbach  | Baron de Boos               | Canton de Meisenheim | VG Meisenheim     |
| Kirschroth    | Meddersheim | Prince de Salm-Kyrburg u.a. | Canton de Meisenheim | VG Bad Sobernheim |
| Krebsweiler   | Becherbach  | Margrave de Bade            | Canton de Meisenheim | VG Kirn-Land      |
| Lauschied     | Meisenheim  | Baron de Boos u.a.          | Canton de Meisenheim | VG Bad Sobernheim |
| Limbach       | Becherbach  | Margrave de Bade            | Canton de Meisenheim | VG Kirn-Land      |
| Löllbach      | Meisenheim  | Prince de Salm-Kyrburg      | Canton de Meisenheim | VG Meisenheim     |
| Meckenbach    | Merxheim    | Prince de Salm-Kyrburg      | Canton de Meisenheim | VG Meisenheim     |
| Medart        | Meisenheim  | Duc de Deux-Ponts           | Canton de Meisenheim | VG Lauterecken    |
| Meddersheim   | Meddersheim | Prince de Salm-Kyrburg      | Canton de Meisenheim | VG Bad Sobernheim |
| Meisenheim    | Meisenheim  | Duc de Deux-Ponts           | Canton de Meisenheim | VG Meisenheim     |
| Merxheim      | Merxheim    | Baron de Hunolstein u.a.    | Canton de Meisenheim | VG Bad Sobernheim |
| Otzweiler     | Becherbach  | Prince de Salm-Kyrburg u.a. | Canton de Grumbach   | VG Kirn-Land      |
| Raumbach      | Meisenheim  | Duc de Deux-Ponts           | Canton de Meisenheim | VG Meisenheim     |
| Schweinschied | Meisenheim  | Prince de Salm-Kyrburg      | Canton de Meisenheim | VG Meisenheim     |
| Staudernheim  | Meddersheim | Prince de Salm-Kyrburg u.a. | Canton de Meisenheim | VG Bad Sobernheim |